# ولیکی ورخ، شمارتنو اوب پاکی
ولیکی ورخ، شمارتنو اوب پاکی (به لاتین: Veliki Vrh, Šmartno ob Paki) یک زیستگاه انسانی در اسلوونی است که در Lower Styria واقع شده‌است.

## خصوصیات
ولیکی ورخ ۴٫۹۴ کیلومترمربع مساحت و ۲۳۹ نفر جمعیت دارد و ۵۲۳٫۲ متر بالاتر از سطح دریا واقع شده‌است.